# 孙大刚
孙大刚（1962年12月—），男，中华人民共和国外交官，曾任中华人民共和国驻新潟总领事。

## 生平
1985年，进入辽宁省丹东市外事办公室工作。1996年，任办公室副主任。1998年，调任辽宁省外事（侨务）办公室主任助理，后升副主任。2013年，升任主任。2017年2月，出任中华人民共和国驻新潟总领事。2022年12月，自驻新潟总领事离任。

## 家庭
已婚，有一子。